# Мирко Сандич
Мирко Сандич (9 травня 1942 — 24 грудня 2006) — югославський ватерполіст.
Олімпійський чемпіон 1968 року, срібний призер 1964 року, учасник 1960, 1972 років.
Бронзовий призер Чемпіонату Європи з водного поло 1966, 1970 років.
Переможець літньої Універсіади 1961 року.
Переможець Середземноморських ігор 1967, 1971 років, срібний призер 1963 року.